# Kankaanranta
Kakaanranta is een dorp binnen de Zweedse gemeente Haparanda. Het dorp is gelegen aan de Riksväg 99 en de Torne die hier samen in het dal van de laatste liggen. Kankaanranta had tussen 1916 en 1992 een stationnetje Tornesel (Tol) langs de Spoorlijn Karungi-Övertorneå. Het dorp bestaat uit aantal kernen waaronder Ylitalo, waarbij het stationnetje lag.
Alatalo · Barsk · Haparanda · Kangas · Kankaanranta · Karungi · Kattilasaari · Keräsjänkkä · Keräsjoki · Korpikylä · Korva · Kukkola · Lappträsk · Marielund · Mattila · Nikkala · Parviainen · Purra · Salmis · Seskarö · Säivis · Vojakkala · Vuono · Vittikko